# Norman (Nebraska)
Norman – wieś w Stanach Zjednoczonych, w stanie Nebraska, w hrabstwie Kearney.